# Бабад Роман Абрамович
Роман Абрамович Бабад (13 лютого 1929, м. Шепетівка — 9 червня 1994, м. Тернопіль) — український педагог, громадський діяч єврейського походження.

## Життєпис
Роман Абрамович Бабад народився 1929 року в місті Шепетівка, Хмельницька область, Україна (станом на 1929 офіційна назва - Українська СРР).
Закінчив Чернівецький університет (1952, нині національний університет імені Юрія Федьковича).
Працював у м. Тернопіль: учителем історії в середній школі № 1 (1952—1956), директором Тернопільської середньої робітничої молоді № 4 (1956—1960), 1960—1992 (із перервою) — директором Тернопільської середньої школи № 1 (1991, нині гімназія ім. І. Франка), директором Тернопільської середньої школи № 15 (1971—1981).
Помер 9 червня 1994 року після важкої хвороби.

## Нагороди
- орден «Знак пошани»
- орден Трудового Червоного Прапора та інші нагороди.